# 滇缅鱼鳞蕨
滇缅鱼鳞蕨（学名：Acrophorus diacalpioides）为球盖蕨科鱼鳞蕨属下的一个种。

## 扩展阅读
- 維基物種上的相關：滇缅鱼鳞蕨